# Teresa Margarita Redi
Santa Teresa Margarita Redi, de nacimiento Anna Maria Redi, (Arezzo, 15 de julio de 1747 – Florencia, 7 de marzo de 1770) fue una monja italiana, perteneciente a las carmelitas descalzas, canonizada por el Papa Pío XI en 1929.

## Biografía
Nació en una familia noble de Arezzo, Italia, hija del conde Ignacio Redi y Camilla Billeti. Después de ser confiada su educación en una escuela de monjas benedictinas de San Apolonia en Florencia, en 1764 entró en el monasterio de la Orden de las carmelitas descalzas en Florencia, tomando el nombre de Teresa Margarita del Sagrado Corazón de Jesús.
Sus años en el monasterio fueron de una vida muy íntima y espiritual. Se dedicó a la vida contemplativa guiándose por las palabras de la Primera Carta de San Juan 4,8: "Dios es amor." Según la creencia, vaticinó el día de su muerte, que llegaría cuando contara con 23 años.
Después de una rápida descomposición, las monjas iniciaron rápidamente los ritos funerarios, Pero al cabo de tres días, la descomposición se revirtió y el cuerpo de la monja tenía la impresión de una persona dormida. Las monjas, así como algunos sacerdotes y doctores de la zona, dieron fe de la reversión del cuerpo de Teresa Margarita que parecía que estuviera durmiendo y no había ningún síntoma de corrupción o descomposición. Su cuerpo incorruptible continúa en el monasterio de Florencia.
En 1806, la Priora y las monjas de Santa Teresa en Florencia intentaron promover la beatificación de la monja mística mediante la publicación de una biografía. Finalmente, fue beatificada en 1929 y canonizada en 1934. Es una de las ocho carmelitas descalzas que ha conseguido la canonización junto a Teresa de Jesús, Edith Stein (de nombre religioso Teresa Benedicta de la Cruz), Teresa de Los Andes, Teresa de Lisieux, Mariam Baouardy, Isabel de la Trinidad y Maravillas de Jesús.